# Ceradenia microcystis
Ceradenia microcystis là một loài dương xỉ trong họ Polypodiaceae. Loài này được L.E. Bishop & A.R. Sm. mô tả khoa học đầu tiên năm 1990.